# Union County (Pennsylvania)
Union County ist ein County im Bundesstaat Pennsylvania der Vereinigten Staaten. Bei der Volkszählung im Jahr 2020 hatte das County 42.681 Einwohner und eine Bevölkerungsdichte von 52 Einwohnern pro Quadratkilometer. Der Verwaltungssitz (County Seat) ist Lewisburg.

## Geschichte
Das County wurde am 22. März 1813 gebildet und nach den Vereinigten Staaten, also der  „amerikanische Union“, benannt.

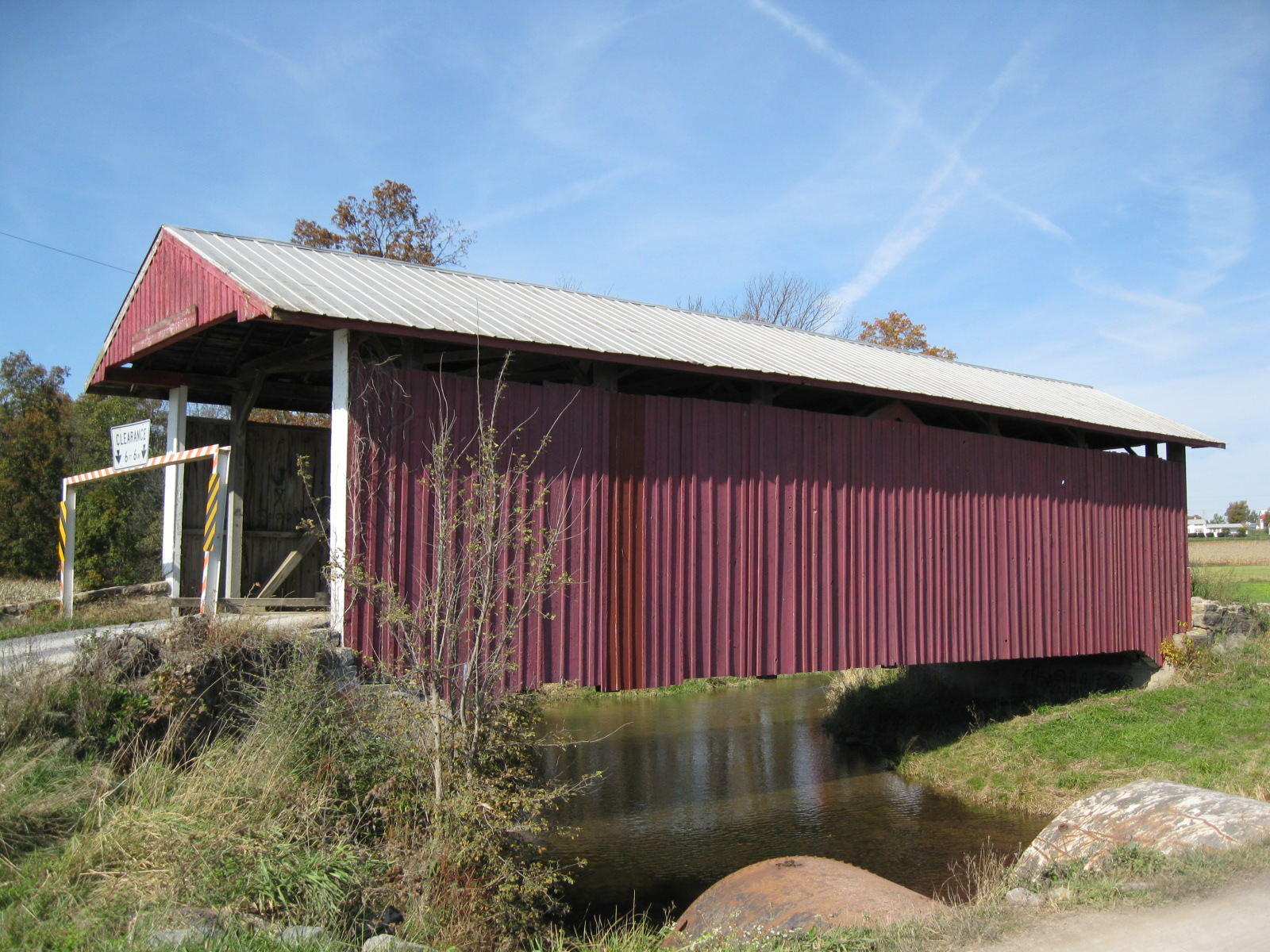
Die Hayes Bridge ist einer von 17 Einträgen des Countys im NRHP.

17 Bauwerke und Stätten des Countys sind im National Register of Historic Places (NRHP) eingetragen (Stand 25. Juli 2018).

## Geographie
Das County hat eine Fläche von 821 Quadratkilometern, wovon 1 Quadratkilometer Wasserfläche ist.

## Bevölkerungsentwicklung

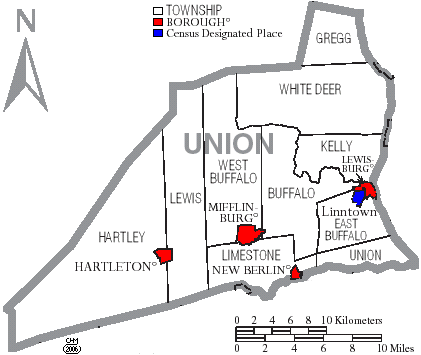
Karte des Union Countys

## Städte und Ortschaften
| - Buffalo Township - East Buffalo Township - Gregg Township - Hartleton - Hartley Township - Kelly Township - Lewis Township - Lewisburg | - Limestone Township - Linntown - Mifflinburg - New Berlin - Union Township - West Buffalo Township - White Deer Township - Winfield |